# 敘南衞
敘南衞是明代的一個衛所，素四川都司，洪武十年七月置，第一任指揮僉事王承。在今四川省宜賓縣、興文縣、珙縣一帶。